# Мушкутинецька загальноосвітня школа
Мушкутинецька загальноосвітня школа — середня загальноосвітня школа с. Мушкутинці, Дунаєвецького району, Хмельницької області, Україна. Мова навчання  — українська. Підпорядковується Дунаєвецькій міській раді. В школі розміщується 12 навчальних кабінетів.

## Історія
ЗНаша школа була створена у 1890 році, як трьохкласна церковно-приходська. У 1895 році для школи було побудовано новий кам'яний будинок. З цього часу ми і ведемо літопис нашої школи.
Як трьохрічна – наша школа проіснувала до 1920 року, тому, що була реорганізована у чотирьохрічну початкову.
Завдяки старанням та наполегливості вчителів, директора школи Лагодюка Миколи Петровича. Завуча Прокопчика Степана Івановича у 1934 році було відкрито прогресивку - 5 клас. Директором якої став Беймар Микола Степанович.
Перший випуск семирічної школи відбувся в 1937 році. У шкільному музеї збереглась фотографія першого випуску школи (вибачаємось за не естетичний вигляд, але показуємо те що маємо)
В період німецько-фашистської окупації 1941-1944 років школа не функціонувала.
З 1945 року директором школи призначено Ференца Максима Макаровича.
1948 рік форма навчання учнів переходить на восьмирічний термін.
У 1987 році-школа переселилась у нове, сучасне приміщення.

2001 році – нашу школу реорганізовано в середню загальноосвітню школу I-III ступенів.
Сьогодні в нашій школі навчається 147 учнів. Навчальний процес здійснюють 22 педагоги. Серед них 8 вчителів вищої кваліфікаційної категорії. А два наших педагоги мають звання Старший вчитель.
У червні 2003 року школа випустила свій перший випуск. 11 класу. Випускники Байта люк Богдан, Станіславова Катерина були нагороджені золотою та срібною медалями.

## Викладацький склад
В школі працює близько 24 вчителя, з них: 2 старших вчителя, 3 спеціаліста І категорії, 4 спеціаліста II категорії та 8 спеціалістів. Директор школи — Черватюк Володимир Григорович , заступник директора — Лаврентієва Оксана Петрівна

## Символіка

### Гімн
| Україну ми славимо Україну ми славимо, вчителів і батьків І цю пісню ми співаємо люба школа тобі Всі ми тут виростаємо здобуваєм знання Звідси всі, ми вилітаємо як пташки із гнізда Приспів Бо з тобою ми завжди щасливі І живемо тут в добрі і мирі Україну ми славимо, вчителів і батьків У футбол ми тут граємо і співаєм пісні Україну ми славимо, рідна школо моя Все довкола всміхається щоб цвіла доброта Приспів Бо з тобою ми завжди щасливі І живемо тут в добрі і мирі Твої класи нас вітають щиро У веселі і ясні години Україну ми славимо, вчителів і батьків І цю пісню ми співаємо рідна школо тобі br/>Приспів Бо з тобою ми завжди щасливі І живемо тут в добрі і мирі Твої класи нас вітають щиро У веселі і ясні години Бо з тобою ми завжди щасливі І живемо тут в добрі і мирі |